# Gulden Winckelbuurt
Gulden Winckelbuurt è un quartiere dello stadsdeel di Amsterdam-West, nella città di Amsterdam.